# 卡琳·斯特凡
卡琳·斯特凡（德語：Karin Stephan，1968年12月18日—），德国前女子赛艇运动员。她曾代表德国参加世界赛艇锦标赛，共获得一枚金牌和一枚银牌，均来自轻量级项目。